# Aliaksándar Dubkó
Aliaksandar Dubkó (1938–2001), (en bielorruso: Аляксандар Дубко; en ruso: Александр Иосифович Дубко) fue la anterior cabeza administrativa del Comité Ejecutivo Regional de Goradnia. En 1994 fue candidato a presidente de Bielorrusia. También sirvió en el Soviet Supremo de la URSS, en la República Socialista Soviética de Bielorrusia) y en la Unión Soviética. Se le concesionaron los títulos de Héroe del Trabajo Socialista y Héroe de Bielorrusia, este último le fue concesionado luego de su muerte "por su servicio valeroso al estado y a la sociedad".
- Datos: Q2997718